# سرودخوان فیلادلفیا
سرودخوان فیلادلفیا(نام علمی: Vireo philadelphicus) نام یک گونه از سرده سرودخوان است.